# Rocco Placentino
Rocco Placentino (Montreal, 25 de fevereiro de 1982) é um futebolista canadense. Atua como meio-campista.
Apesar de ser natural de Montreal, cujos habitantes são majoritariamente de origem francesa, Placentino possui raízes italianas. Por este motivo, ele, que foi revelado pelo Jean-Talon Rosemont SA , defendeu equipes italianas, todas sem expressão na "Bota": Foggia, Avellino, Teramo (empréstimo), Cavese, Gualdo, Massese e Gubbio.
Hoje, Placentino defende as cores do Montreal Impact, equipe onde já atuara entre 2000 e 2002.

## Seleção
Placentino defendeu as cores da Seleção Canadense apenas uma vez, em 2005.